# Nicola Tustain
 (mai 2020).
Nicola Tustain (née le 27 décembre 1977 à Corwen) est une cavalière britannique de dressage handisport.

## Biographie
Elle naît avec une hémiplégie qui paralyse son côté droit. Elle commence à faire de la compétition à l'âge de dix ans et participe à un championnat de l'association Riding for the Disabled Association à douze ans. Tustain rejoint l'équipe équestre britannique en 1993. En 1996, elle obtient un certificat en soins de santé au Yale College, Wrexham.

## Carrière
Tustain remporte ses premières médailles de dressage handisport aux Championnats du monde 1999 avec trois médailles d'or. Aux championnats du monde, Tustain remporte trois autres médailles d'or aux championnats du monde 2003 et une d'or et une d'argent aux championnats du monde 2007.
Tustain remporte six médailles paralympiques en dressage. Aux Jeux paralympiques d'été de 2000 à Sydney, Tustain a une médaille d'or dans l'épreuve par équipe et une médaille de bronze dans l'épreuve individuelle de la reprise libre. Aux Jeux paralympiques d'été de 2004 à Athènes, elle a une médaille d'or dans l'épreuve par équipe et une médaille de bronze dans l'épreuve individuelle au général et de la reprise libre.
Les autres médailles sont deux médailles d'or et une de bronze aux Championnats d'Europe 2005 et plusieurs championnats britanniques de dressage.
Elle prend sa retraite en 2009.

## Récompenses et distinctions
En 2000, Tustain reçoit la médaille d'honneur de la Fédération britannique d'équitation (en). En 2003, elle est nommée meilleure cavalière de dressage par Animal Health Trust. L'année suivante, Tustain est nommée pour le Laureus World Sports Award du sportif de l'année avec un handicap mais perd face à Earle Connor. En 2010, Tustain est nommée membre de l'ordre de l'Empire britannique en 2010.